# خالد المعجل
خالد عبد الله معجل المعجل ، لاعب كرة قدم سعودي سابق في فريق الشباب من عام 1980 إلى 1990 
مثل المنتخب لأول مرة في دورة كأس الخليج السابعة 1984 وعمل إدارياً في فريق الشباب ثم مديرا للمنتخب السعودي الأول لكرة القدم، ومشرفا عاما على الطاقم الإداري للمنتخب السعودي.
وحصل على لقب هداف الدوري السعودي عام 1982 برصيد 22 هدف وحصل على الهداف للمرة الثانية موسم 1988 حيث احرز 12 هدف، لكن يعود مره أخرى ليكون مديراً لشباب مع بداية العام الميلادي 2016

## اهدافة مع المنتخب
سجل هدفين في مرمى منتخب البحرين لكرة القدم.في كاس الخليج الرابعة 1984م